# Petrosaurus
Petrosaurus (каліфорнійська скельна ігуана) — рід ігуаноподібних ящірок родини фриносомових (Phrynosomatidae). Представники цього роду мешкають в США і Мексиці.

## Опис
Каліфорнійські скельні ігуани мешкають на півдні штату Каліфорнія в США та в мексиканському штаті Нижня Каліфорнія. Вони живуть у пустельних і напівпустельних передгір'ях і в каньйонах вздовж західної окраїни пустелі Колорадо, де трапляються виключно скель скель і валунів.

## Види
Рід Petrosaurus нараховує 4 види:
- Petrosaurus mearnsi (Stejneger, 1894)
- Petrosaurus repens (Van Denburgh, 1895)
- Petrosaurus slevini (Van Denburgh, 1922)
- Petrosaurus thalassinus (Cope, 1863)

## Етимологія
Наукова назва роду Petrosaurus походить від сполучення слів дав.-гр. πετρα — скеля і σαυρος — ящірка.